# Stan Solie
Stan Solie (22 november 2006) is een Belgisch basketballer.

## Carrière
Solie speelde in de jeugd van Leuven Bears en maakte zijn debuut voor de eerste ploeg in het seizoen 2023/24. Hij speelde zes wedstrijden mee met de eerste ploeg in de BNXT League maar speelde voornamelijk nog voor de tweede ploeg.